# UFC 192
UFC 192: Cormier vs. Gustafsson fue un evento de artes marciales mixtas celebrado por Ultimate Fighting Championship el 3 de octubre de 2015 en el Toyota Center, en Houston, Texas.

## Historia
El evento estelar contó con el combate por el campeonato de peso semipesado entre el actual campeón Daniel Cormier y Alexander Gustafsson.
Johny Hendricks esperaba enfrentarse a Tyron Woodley en el evento. Sin embargo, Hendricks tuvo que retirarse de la pelea el día del pesaje por un problema en su corte de peso.

## Resultados
1. ↑  Por el Campeonato de Peso Semipesado de UFC.

## Premios extra
Cada peleador recibió un bono de $50,000.
- Pelea de la Noche: Daniel Cormier vs. Alexander Gustafsson
- Actuación de la Noche: Albert Tumenov y Adriano Martins